# 사피어-워프 가설
사피어-워프 가설(영어: Sapir–Whorf hypothesis, Whorf hypothesis, Whorfianism, linguistic relativity)은 한 사람이 세상을 이해하는 방법과 행동이 그 사람이 쓰는 언어의 문법적 체계와 관련이 있다는, 언어학적인 가설이다.

## 사피어의 초기 가설
언어가 사고를 지배한다는 주장은 6세기 인도의 시인 바르트리하리가 했었고, 그 이후 인도에서 논의가 되어 왔었다. 빌헬름 폰 훔볼트 역시 비슷한 주장을 그의 수필에서 한 적이 있다.
에드워드 사피어는 오른쪽 인용에서 볼 수 있는 것처럼 언어가 사고를 지배하고 사고가 언어를 만든다고까지 얘기하지는 않았다. 그러나 그의 제자인 워프는 사피어의 생각을 발전시켜 대담한 가설을 세웠고 이것은 피쉬먼을 비롯한 많은 사회언어학자들에게 영향을 끼쳤으며 이런 류의 생각은 조지 오웰의 《1984》 등에서 직접적으로 묘사되기도 했다.

## 워프의 검증
벤자민 리 워프는 생업이 화재예방기사였고 부업이 언어학자였는데 주변인들이 가스통을 묘사할 때 full과 empty라는 형용사만 사용하는 것을 발견했다. 그들은 실제로는 인화성 증기로 더 위험할 가능성이 높은 가스통의 상태와는 별개로 그들이 쓰는 형용사 때문에 '빈' 가스통 근처에서만 담배를 피우는 것이었다.
워프는 이러한 해석을 뒷받침해 줄 수 있는 증거를 수집하여 이 가설의 신빙성을 높였는데 그에 의해 제시된 유명한 예는 이누이트어의 눈(snow)에 관한 것이다. 이누이트어에서는 눈(snow)을 ‘내리는 눈(falling snow), 바람에 휩쓸려온 눈(wind-driven snow), 녹기 시작한 눈(slushy snow), 땅 위에 있는 눈(snow on the ground), 단단하게 뭉쳐진 눈(hard-packed snow)’ 등으로 다양하게 표현한다. 이는 눈을 이렇게 다양한 방식으로 인식한다는 것을 드러내 주는 것이다. 반면 이누이트어와 다르게 영어에서는 '눈(snow)'이라는 한 가지 표현밖에 없다.
워프는 이와 같은 각 집단의 어휘의 차이뿐만 아니라 문법적 차이가 각 언어의 차이를 더 두드러지게 보여주고 있다는 것을 미국 인디언 언어에 대한 연구를 통해 입증하고자 하였다. 그는 영어, 불어, 독일어 등 인도유럽어와 같은 언어구조와 Hopi어의 구조를 대조하였는데, 대조 결과 SAE(Standard Average European)의 범주들은 화자들에게 시간과 공간을 향한 고정된 방향을 주는 반면 Hopi어의 문법 범주는 세계에 대한 ‘과정’ 방향을 제공해 준다는 것을 발견해 내었고 이러한 차이들이 Hopi어와 SAE의 화자들이 세계를 서로 다르게 보도록 해준다고 믿었다.
일반적으로 학자들은 워프 가설에 대해 언어가 미치는 통제의 정도 차이에 따라 ‘강한(strong)’ 해석과 ‘약한(weak)’ 해석으로 나눈다. 강한 해석에 의하면, 사람들의 인지 범주는 그들이 말하는 언어에 의해 결정된다는 것이고 약한 해석에 의하면 사람들의 행위는 상황에 따라 그들이 사용하게 되는 언어의 언어 범주에 의해 지배받기 쉬울 것이라는 것이다. 이와 같은 해석과 더불어 워프의 가설과 그를 입증하는 증거에 대해 학자들 간에 많은 논쟁이 있었다. 학자들은 유럽언어와 워프가 인용한 북미 토착 언어 사이에는 실질적인 차이성이 있으나, 이러한 차이성이 반드시 각 언어 화자들이 세계를 인식하는 방법에 깊은 차이성을 야기하는 것은 아니라는 점을 지적하였다. 사피어 워프 가설에 대한 가장 타당한 주장은 이 가설이 기본적으로 증명될 수 있는 성질의 것이 아니라는 사실이다. 다음의 말은 현재의 학계의 입장을 대변해 준다.
| “ | 오늘날 우리는 사피어-워프 가설을 전적으로 수용하지도, 그렇다고 전적으로 거부하지도 않는다. | ” |
|   | — 맥코맥, (1997:4)                                                                         |   |

현재 워프의 이러한 가설은 인정받지 못하고 있다. 워프의 가설은 기본적으로 증명될 수 있는 성질의 것이 아니었기 때문이다. 서로 전혀 다른 언어를 사용하는 집단이 공통된 문화를 공유하는 일은 흔히 관찰된다. 또 어떠한 개념이라도 직접적으로 대응되는 어휘가 없을 뿐이지 돌려서 설명하는 것은 가능하다. 단지 그 어휘의 존재 유무는 필요에 따르는 것이다.

## 같이 보기
- 어휘소